# EPrix van São Paulo 2024 (maart)
De ePrix van São Paulo 2024 werd gehouden op 16 maart 2024 op het Stratencircuit São Paulo. Dit was de vierde race van het tiende Formule E-seizoen.
De race werd gewonnen door McLaren-coureur Sam Bird, die zijn eerste zege sinds de ePrix van New York 2021 behaalde. Mitch Evans werd voor Jaguar vanaf pole position tweede, terwijl Nissan-rijder Oliver Rowland derde werd.

## Kwalificatie

### Groepsfase
De top vier uit iedere groep kwalificeerde zich voor de knockoutfase.
Groep A
| Pos | No | Coureur             | Team             | Tijd     |
| --- | -- | ------------------- | ---------------- | -------- |
| 1   | 25 | Jean-Éric Vergne    | DS               | 1:13.731 |
| 2   | 2  | Stoffel Vandoorne   | DS               | 1:13.849 |
| 3   | 9  | Mitch Evans         | Jaguar           | 1:13.858 |
| 4   | 51 | Nico Müller         | Abt-Mahindra     | 1:13.867 |
| 5   | 37 | Nick Cassidy        | Jaguar           | 1:13.878 |
| 6   | 22 | Oliver Rowland      | Nissan           | 1:13.925 |
| 7   | 21 | Nyck de Vries       | Mahindra         | 1:13.935 |
| 8   | 11 | Lucas di Grassi     | Abt-Mahindra     | 1:13.962 |
| 9   | 4  | Robin Frijns        | Envision-Jaguar  | 1:13.987 |
| 10  | 3  | Sérgio Sette Câmara | ERT              | 1:14.057 |
| 11  | 17 | Norman Nato         | Andretti-Porsche | 1:14.146 |

Groep B
| Pos | No | Coureur                | Team             | Tijd     |
| --- | -- | ---------------------- | ---------------- | -------- |
| 1   | 7  | Maximilian Günther     | Maserati         | 1:13.516 |
| 2   | 94 | Pascal Wehrlein        | Porsche          | 1:13.713 |
| 3   | 48 | Edoardo Mortara        | Mahindra         | 1:13.734 |
| 4   | 8  | Sam Bird               | McLaren-Nissan   | 1:13.786 |
| 5   | 13 | António Félix da Costa | Porsche          | 1:13.791 |
| 6   | 1  | Jake Dennis            | Andretti-Porsche | 1:13.844 |
| 7   | 5  | Jake Hughes            | McLaren-Nissan   | 1:13.870 |
| 8   | 23 | Sacha Fenestraz        | Nissan           | 1:13.967 |
| 9   | 18 | Jehan Daruvala         | Maserati         | 1:14.032 |
| 10  | 16 | Sébastien Buemi        | Envision-Jaguar  | 1:14.085 |
| 11  | 33 | Dan Ticktum            | ERT              | 1:14.115 |

### Knockoutfase
De combinatie letter/cijfer staat voor de groep waarin de betreffende coureur uitkwam en de positie die hij in deze groep behaalde.
|  | Kwartfinale        | Kwartfinale        |                   |           | Halve finale | Halve finale |  |  | Finale | Finale |
|  |                    |                    |                   |           |              |              |  |  |        |        |
|  |                    |                    |                   |           |              |              |  |  |        |        |
|  | A3-A2              |                    |                   |           |              |              |  |  |        |        |
|  |                    |                    |                   |           |              |              |  |  |        |        |
|  | Mitch Evans        | 1:13.184           |                   |           |              |              |  |  |        |        |
|  | Mitch Evans        | 1:13.184           | K1-K2             |           |              |              |  |  |        |        |
|  | Stoffel Vandoorne  | 1:13.028           |                   |           |              |              |  |  |        |        |
|  | Stoffel Vandoorne  | 1:13.028           | Stoffel Vandoorne | 1:12.566  |              |              |  |  |        |        |
|  | A4-A1              |                    | Stoffel Vandoorne | 1:12.566  |              |              |  |  |        |        |
|  |                    | Jean-Éric Vergne   | 1:13.287          |           |              |              |  |  |        |        |
|  | Nico Müller        | Jean-Éric Vergne   | 1:13.287          | Geen tijd |              |              |  |  |        |        |
|  | Nico Müller        |                    | H1-H2             | Geen tijd |              |              |  |  |        |        |
|  | Jean-Éric Vergne   | 1:12.917           |                   |           |              |              |  |  |        |        |
|  | Jean-Éric Vergne   | 1:12.917           | Stoffel Vandoorne | 1:12.791  |              |              |  |  |        |        |
|  | B3-B2              |                    | Stoffel Vandoorne | 1:12.791  |              |              |  |  |        |        |
|  |                    | Pascal Wehrlein    | 1:12.789          |           |              |              |  |  |        |        |
|  | Edoardo Mortara    | Pascal Wehrlein    | 1:12.789          | 1:13.368  |              |              |  |  |        |        |
|  | Edoardo Mortara    | K3-K4              |                   | 1:13.368  |              |              |  |  |        |        |
|  | Pascal Wehrlein    | 1:12.846           |                   |           |              |              |  |  |        |        |
|  | Pascal Wehrlein    | 1:12.846           | Pascal Wehrlein   | 1:12.764  |              |              |  |  |        |        |
|  | B4-B1              |                    | Pascal Wehrlein   | 1:12.764  |              |              |  |  |        |        |
|  |                    | Maximilian Günther | 1:13.041          |           |              |              |  |  |        |        |
|  | Sam Bird           | Maximilian Günther | 1:13.041          | 1:13.208  |              |              |  |  |        |        |
|  | Sam Bird           |                    |                   | 1:13.208  |              |              |  |  |        |        |
|  | Maximilian Günther | 1:12.881           |                   |           |              |              |  |  |        |        |
|  | Maximilian Günther | 1:12.881           |                   |           |              |              |  |  |        |        |

### Startopstelling
| Pos | No | Coureur                | Team             |
| --- | -- | ---------------------- | ---------------- |
| 1   | 94 | Pascal Wehrlein        | Porsche          |
| 2   | 2  | Stoffel Vandoorne      | DS               |
| 3   | 25 | Jean-Éric Vergne       | DS               |
| 4   | 9  | Mitch Evans            | Jaguar           |
| 5   | 8  | Sam Bird               | McLaren-Nissan   |
| 6   | 48 | Edoardo Mortara        | Mahindra         |
| 7   | 51 | Nico Müller            | Abt-Mahindra     |
| 8   | 13 | António Félix da Costa | Porsche          |
| 9   | 37 | Nick Cassidy           | Jaguar           |
| 10  | 1  | Jake Dennis            | Andretti-Porsche |
| 11  | 22 | Oliver Rowland         | Nissan           |
| 12  | 5  | Jake Hughes            | McLaren-Nissan   |
| 13  | 21 | Nyck de Vries          | Mahindra         |
| 14  | 23 | Sacha Fenestraz        | Nissan           |
| 15  | 11 | Lucas di Grassi        | Abt-Mahindra     |
| 16  | 18 | Jehan Daruvala         | Maserati         |
| 17  | 4  | Robin Frijns           | Envision-Jaguar  |
| 18  | 16 | Sébastien Buemi        | Envision-Jaguar  |
| 19  | 3  | Sérgio Sette Câmara    | ERT              |
| 20  | 33 | Dan Ticktum            | ERT              |
| 21  | 17 | Norman Nato            | Andretti-Porsche |
| 22  | 7  | Maximilian Günther     | Maserati         |

## Race
| Pos | No | Coureur                | Team             | Rondes | Tijd/Oorzaak uitval | Grid | Punten |
| --- | -- | ---------------------- | ---------------- | ------ | ------------------- | ---- | ------ |
| 1   | 8  | Sam Bird               | McLaren-Nissan   | 34     | 53:03.071           | 5    | 25     |
| 2   | 9  | Mitch Evans            | Jaguar           | 34     | +0.564              | 4    | 18     |
| 3   | 22 | Oliver Rowland         | Nissan           | 34     | +3.540              | 11   | 15     |
| 4   | 94 | Pascal Wehrlein        | Porsche          | 34     | +3.629              | 1    | 15     |
| 5   | 1  | Jake Dennis            | Andretti-Porsche | 34     | +3.722              | 10   | 10     |
| 6   | 13 | António Félix da Costa | Porsche          | 34     | +5.567              | 8    | 8      |
| 7   | 25 | Jean-Éric Vergne       | DS               | 34     | +6.006              | 3    | 6      |
| 8   | 2  | Stoffel Vandoorne      | DS               | 34     | +6.817              | 2    | 4      |
| 9   | 7  | Maximilian Günther     | Maserati         | 34     | +8.085              | 22   | 2      |
| 10  | 16 | Sébastien Buemi        | Envision-Jaguar  | 34     | +8.610              | 18   | 2      |
| 11  | 23 | Sacha Fenestraz        | Nissan           | 34     | +9.277              | 14   |        |
| 12  | 48 | Edoardo Mortara        | Mahindra         | 34     | +9.762              | 6    |        |
| 13  | 11 | Lucas di Grassi        | Abt-Mahindra     | 34     | +10.819             | 15   |        |
| 14  | 21 | Nyck de Vries          | Mahindra         | 34     | +13.677             | 13   |        |
| 15  | 18 | Jehan Daruvala         | Maserati         | 34     | +14.379             | 16   |        |
| 16  | 33 | Dan Ticktum            | ERT              | 34     | +17.884             | 20   |        |
| 17  | 17 | Norman Nato            | Andretti-Porsche | 34     | +18.889             | 21   |        |
| 18  | 4  | Robin Frijns           | Envision-Jaguar  | 34     | +19.124             | 17   |        |
| DNF | 5  | Jake Hughes            | McLaren-Nissan   | 31     | Uitgevallen         | 12   |        |
| DNF | 51 | Nico Müller            | Abt-Mahindra     | 25     | Aandrijving         | 7    |        |
| DNF | 37 | Nick Cassidy           | Jaguar           | 14     | Ongeluk             | 9    |        |
| DSQ | 3  | Sérgio Sette Câmara    | ERT              | 34     | Gediskwalificeerd   | 19   |        |

## Tussenstanden wereldkampioenschap

### Coureurs
| Positie | No. | Rijder             | Team             | Punten |
| ------- | --- | ------------------ | ---------------- | ------ |
| 01      | 37  | Nick Cassidy       | Jaguar           | 57     |
| 02      | 94  | Pascal Wehrlein    | Porsche          | 53     |
| 03      | 9   | Mitch Evans        | Jaguar           | 39     |
| 04      | 25  | Jean-Éric Vergne   | DS               | 39     |
| 05      | 1   | Jake Dennis        | Andretti-Porsche | 38     |
| 06      | 8   | Sam Bird           | McLaren-Nissan   | 37     |
| 07      | 22  | Oliver Rowland     | Nissan           | 33     |
| 08      | 7   | Maximilian Günther | Maserati         | 22     |
| 09      | 16  | Sébastien Buemi    | Envision-Jaguar  | 20     |
| 10      | 4   | Robin Frijns       | Envision-Jaguar  | 19     |

### Teams
| Positie | Team             | Punten |
| ------- | ---------------- | ------ |
| 01      | Jaguar           | 96     |
| 02      | Porsche          | 61     |
| 03      | DS               | 57     |
| 04      | McLaren-Nissan   | 55     |
| 05      | Andretti-Porsche | 47     |
| 06      | Nissan           | 41     |
| 07      | Envision-Jaguar  | 39     |
| 08      | Maserati         | 22     |
| 09      | ERT              | 02     |
| 10      | Mahindra         | 0      |

### Constructeurs
| Pos. | Constructeur | Punten |
| ---- | ------------ | ------ |
| 01   | Jaguar       | 123    |
| 02   | Porsche      | 95     |
| 03   | Nissan       | 88     |
| 04   | Stellantis   | 71     |
| 05   | ERT          | 02     |
| 06   | Mahindra     | 0      |